# Lola LC87
La Lola LC87 è una monoposto di Formula 1 costruita dalla britannica Lola e utilizzata dalla scuderia francese Larrousse per partecipare al campionato mondiale di Formula 1 1987.
Realizzata sulla base della Lola T87/90 che era una monoposto omologata e impiegata in F3000, la vettura è stata la prima monoposto che ha portato all'esordio il team Larrousse.